# Chrysoperla nigrinervis
Chrysoperla nigrinervis är en insektsart som beskrevs av Brooks 1994. Chrysoperla nigrinervis ingår i släktet Chrysoperla och familjen guldögonsländor. Inga underarter finns listade i Catalogue of Life.